# مرگ در اورشلیم (فیلم)
مرگ در اورشلیم (به انگلیسی: To Die In Jerusalem) نام فیلمی مستند از اسرائیل است، ساختهٔ هیلا مدالیا. این فیلم به زندگی شخصی راحل لوی، یک دختر اسرائیلی که توسط آیات الاخرس در یک عملیات انتحاری به قتل رسید، و نیز دیدگاه‌های مادران آنها راجع به دختران خود می‌پردازد.
آنچه که داستان فیلم را قابل توجه میسازد، شباهت شخصیتی و شکل و شمایل عجیب دو دختر قاتل و مقتول به یکدیگر می‌باشد.
این فیلم توسط شبکه آمریکایی اچ‌بی‌او پخش گردید.

## استقبال
مجله سالن (Salon) این فیلم را «دل‌شکننده و برانگیزنده» توصیف کرد، و روزنامه نیویورک دیلی نیوز بیطرفی کارگردان اسرائیلی این فیلم را تحسین کرد.